# Víta
A Víta latin eredetű női név, jelentése: élet.

## Gyakorisága
Az 1990-es években szórványos név, a 2000-es években nem szerepel a 100 leggyakoribb női név között.

## Névnapok
- június 15.[2]
- augusztus 13.[2]
- december 13.[2]

## Híres Víták
Vass Víta, kézilabdázó